# Ecbolium flanaganii
Ecbolium flanaganii är en akantusväxtart som beskrevs av C. B. Cl.. Ecbolium flanaganii ingår i släktet Ecbolium och familjen akantusväxter. Inga underarter finns listade i Catalogue of Life.